# Ophiacantha
Ophiacantha is een geslacht van slangsterren, en het typegeslacht van de familie Ophiacanthidae.

## Soorten
- Ophiacantha abyssa Kyte, 1982
- Ophiacantha abyssicola G.O. Sars, 1872
- Ophiacantha acanthinotata H.L. Clark, 1911
- Ophiacantha aculeata Verrill, 1885
- Ophiacantha adiaphora H.L. Clark, 1911
- Ophiacantha aenigmatica Matsumoto, 1917
- Ophiacantha alternata A.M. Clark, 1966
- Ophiacantha angolensis Koehler, 1923
- Ophiacantha anomala G.O. Sars, 1872
- Ophiacantha antarctica Koehler, 1900
- Ophiacantha aristata Koehler, 1895
- Ophiacantha aspera Lyman, 1878
- Ophiacantha atopostoma H.L. Clark, 1911
- Ophiacantha baccata Mortensen, 1933
- Ophiacantha bathybia H.L. Clark, 1911
- Ophiacantha benigna Koehler, 1922
- Ophiacantha bidentata (Bruzelius, 1805)
- Ophiacantha brachygnatha H.L. Clark, 1928
- Ophiacantha brasiliensis Tommasi & Abreu, 1974
- Ophiacantha brevispina Koehler, 1898
- Ophiacantha clavigera Koehler, 1907
- Ophiacantha clypeata Kyte, 1977
- Ophiacantha composita Koehler, 1897
- Ophiacantha contigua Lütken & Mortensen, 1899
- Ophiacantha cornuta Lyman, 1878
- Ophiacantha cosmica Lyman, 1878
- Ophiacantha costata Lütken & Mortensen, 1899
- Ophiacantha crassidens Verrill, 1885
- Ophiacantha curima Clark, 1915
- Ophiacantha cuspidata Lyman, 1878
- Ophiacantha cyrena A.H. Clark, 1916
- Ophiacantha dallasii Duncan, 1879
- Ophiacantha decaactis Belyaev &Litvinova, 1976
- Ophiacantha densa Farran, 1913
- Ophiacantha densispina Mortensen, 1936
- Ophiacantha deruens Koehler, 1907
- Ophiacantha diplasia H.L. Clark, 1911
- Ophiacantha duplex Koehler, 1897
- Ophiacantha echinulata Lyman, 1878
- Ophiacantha enneactis H.L. Clark, 1911
- Ophiacantha enopla Verrill, 1885
- Ophiacantha eurypoma H.L. Clark, 1911
- Ophiacantha eurythyra H.L. Clark, 1935
- Ophiacantha exilis (Koehler, 1922)
- Ophiacantha fidelis (Koehler, 1930)
- Ophiacantha fraterna Verrill, 1885

- Ophiacantha frigida Koehler, 1908
- Ophiacantha funebris (Koehler, 1930)
- Ophiacantha fuscina O'Hara & Stöhr, 2006
- Ophiacantha granulifera Verrill, 1885
- Ophiacantha helenae Mortensen, 1933
- Ophiacantha heterotyla H.L. Clark, 1909
- Ophiacantha hirta Lütken & Mortensen, 1899
- Ophiacantha hospes Koehler, 1930
- Ophiacantha imago Lyman, 1878
- Ophiacantha inconspicua Lütken & Mortensen, 1899
- Ophiacantha indica Ljungman, 1867
- Ophiacantha iquiquensis Castillo-Alácon, 1968
- † Ophiacantha jaegeri Thuy, 2013
- Ophiacantha kokusai Martynov et al., 2015
- Ophiacantha languida (Koehler, 1904)
- Ophiacantha lasia H.L. Clark, 1915
- Ophiacantha legata Koehler, 1922
- Ophiacantha lepidota H.L. Clark, 1911
- Ophiacantha levis (Koehler, 1914)
- Ophiacantha levispina Lyman, 1878
- † Ophiacantha liesbergensis Hess, 1963
- Ophiacantha linea Shin & Rho, 1989
- Ophiacantha lineata Koehler, 1896
- Ophiacantha longidens Lyman, 1878
- Ophiacantha longispina Stöhr & Segonzac, 2005
- Ophiacantha lophobrachia H.L. Clark, 1911
- Ophiacantha macrarthra H.L. Clark, 1911
- Ophiacantha marsupialis Lyman, 1875
- Ophiacantha mesembria H.L. Clark, 1915
- Ophiacantha metallacta H.L. Clark, 1915
- Ophiacantha moniliformis Lütken & Mortensen, 1899
- Ophiacantha nerthepsila H.L. Clark, 1923
- Ophiacantha nitens Mortensen, 1933
- Ophiacantha nodosa Lyman, 1878
- Ophiacantha notata Koehler, 1906
- Ophiacantha nutrix Baranova, 1955
- Ophiacantha omoplata H.L. Clark, 1911
- Ophiacantha opulenta Koehler, 1908
- Ophiacantha otagoensis Fell, 1958
- Ophiacantha pacata Koehler, 1922
- Ophiacantha pacifica Lütken & Mortensen, 1899
- Ophiacantha paramedea Hertz, 1926
- Ophiacantha parasema H.L. Clark, 1923
- Ophiacantha parcita Koehler, 1906
- Ophiacantha pentacrinus Lütken, 1869
- Ophiacantha pentactis Mortensen, 1936

- Ophiacantha pentagona Koehler, 1897
- Ophiacantha phragma Ziesenhenne, 1940
- Ophiacantha placida (Koehler, 1904)
- Ophiacantha prionota H.L. Clark, 1911
- Ophiacantha prolata Mortensen, 1933
- Ophiacantha pyriformis Ziesenhenne, 1937
- Ophiacantha quadrispina H.L. Clark, 1917
- † Ophiacantha reginae Thuy, 2013
- Ophiacantha renekoehleri O'Hara & Stöhr, 2006
- Ophiacantha rhachophora H.L. Clark, 1911
- Ophiacantha richeri O'Hara & Stöhr, 2006
- Ophiacantha rosea Lyman, 1878
- Ophiacantha savagica Tommasi, 1976
- Ophiacantha scutata Lyman, 1878
- Ophiacantha scutigera Mortensen, 1933
- Ophiacantha sentosa Lyman, 1878
- Ophiacantha serrata Lyman, 1878
- Ophiacantha setosa (Bruzelius, 1805)
- Ophiacantha severa Koehler, 1922
- Ophiacantha shepherdi Baker & Devaney, 1981
- Ophiacantha similis A.H. Clark, 1916
- Ophiacantha simulans Koehler, 1895
- Ophiacantha smitti Ljungman, 1872
- Ophiacantha sociabilis Koehler, 1897
- Ophiacantha sollicita Koehler, 1922
- Ophiacantha spectabilis G.O. Sars, 1872
- Ophiacantha spinifera Lütken & Mortensen, 1899
- Ophiacantha spinosella Mortensen, 1933
- † Ophiacantha steffenschneideri Thuy, 2013
- Ophiacantha stellata Lyman, 1875
- Ophiacantha striolata Mortensen, 1933
- Ophiacantha trachyacantha Djakonov, 1954
- Ophiacantha trachybactra H.L. Clark, 1911
- Ophiacantha trivialis Mortensen, 1933
- Ophiacantha vagans Koehler, 1898
- Ophiacantha varispina Verrill, 1885
- Ophiacantha vepratica Lyman, 1878
- Ophiacantha veterna Koehler, 1907
- Ophiacantha vilis Mortensen, 1924
- Ophiacantha vivipara Ljungman, 1871
- Ophiacantha vorax Koehler, 1897
- Ophiacantha wolfarntzi Martín-Ledo, Sands & López-González, 2013
- Ophiacantha yaldwyni Fell, 1958

Ondergeslacht Ophioglyphoida
- † Ophiacantha fosteri Chapman, 1934